# Movimiento Popular Marfileño del Gran Oeste
El Movimiento Popular Marfileño del Gran Oeste (Mouvement populaire ivoirien du Grand Ouest, MPIGO) era uno de los dos movimientos rebeldes surgidos en la parte occidental de Costa de Marfil y fue creado con la intención de reforzar la presencia rebelde tras los acuerdos de Marcoussis. Fundado por el sargento Félix Doh (asesinado en abril de 2003 en una emboscada), el MPIGO nutrió sus filas principalmente con habitantes de lengua Yacouba hasta alcanzar unos 6.000 hombres armados. El 8 de enero de 2003 el Movimiento firmó un alto el fuego para abandonar las armas en 2004 y constituirse en partido político, el cual se encuentra integrado en el Movimiento Patriótico de Costa de Marfil (MPCI) de la coalición de las Fuerzas Nuevas de Costa de Marfil liderada por Guillaume Soro.